# Branko Kovačević (zapaśnik)
Branko Kovačević (cyr. Бранко Ковачевић; ur. 2000) – serbski zapaśnik walczący w stylu klasycznym. Zajął czternaste miejsce na mistrzostwach świata w 2023.
Szesnasty na mistrzostwach Europy w 2021. Trzeci na MŚ U-23 w 2021, a także na ME U-23 w 2022 roku.